# بحيرة سفيفسي
بحيرة سفيفسي هي بحيرة متوسطة الحجم في منطقة مستجمعات المياه الرئيسي فووكسي. وهو موجود في بلدية لابفرتا، في منطقة سافو الشمالية في فنلندا، أرتفاع البحيرة هو تقريبا نفس أرتفاع بحيرة أناكاس حيث من الممكن رؤيتهما كأنهما بحيرة واحدة.

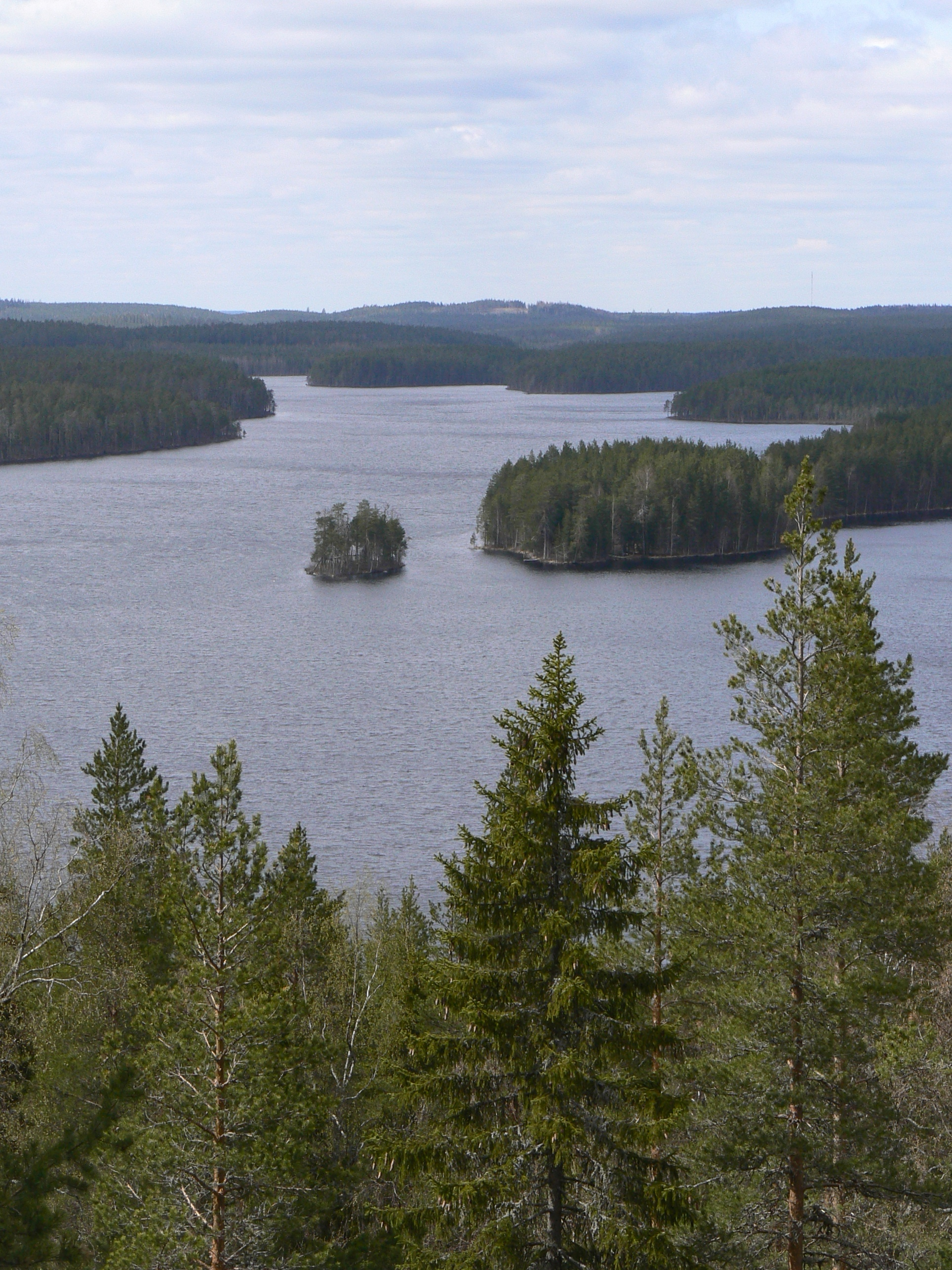
بحيرة سفيفسي